# Henny Reistad
Henny Reistad, née le 9 février 1999 à Oslo, est une handballeuse internationale norvégienne qui évolue au poste d'arrière gauche ou de demi-centre.
Elle a notamment été élue meilleure handballeuse mondiale de l'année en 2023 et en 2024.

## Palmarès

### En sélection
Jeux olympiques
- médaille de bronze aux Jeux olympiques en 2021 à Tokyo
- médaille d'or aux Jeux olympiques de 2024 à Paris

Championnats du monde
- vainqueur du championnat du monde 2021
- finaliste du championnat du monde 2023

Championnats d'Europe
- vainqueur du championnat d'Europe 2020
- vainqueur du championnat d'Europe 2022
- vainqueur du championnat d'Europe 2024

autres
- finaliste du championnat du monde junior en 2018
- 4e du championnat d'Europe junior en 2017

### En club
compétitions internationales
- Ligue des champions
  - vainqueur (1) en 2021 (avec Vipers Kristiansand)
  - troisième en 2019 (avec Vipers Kristiansand) et 2024 (avec Team Esbjerg)

compétitions nationales
- vainqueur du Championnat de Norvège (3) : 2019, 2020, 2021
- vainqueur de la Coupe de Norvège (3) : 2018, 2019, 2020
- Vainqueur du Championnat du Danemark (1) : 2023, 2024
- vainqueur de la Coupe du Danemark (3) :  2022, 2023, 2024, 2025

### Distinctions individuelles
équipes senior
- élue meilleure handballeuse mondiale de l'année en 2023[2] et 2024[3]
- élue meilleure joueuse du championnat d'Europe 2022 et du Championnat du monde 2023
- élue meilleure arrière gauche du Championnat du monde 2021
- élue meilleure demi-centre du Championnat d'Europe 2024
- élue meilleure arrière gauche du championnat de Norvège pour la saison 2017-2018[4]
- élue meilleure handballeuse de l'année au Danemark en 2021, 2022 et 2023
- élue meilleure handballeuse de l'année en Norvège en 2018/2019, 2020/2021, 2021/2022, 2022/2023, 2023/2024

équipes jeunes et junior
- élue meilleure arrière gauche du championnat d'Europe junior 2017[5]
- élue meilleure demi-centre du championnat du monde junior 2018[6]
- élue meilleure espoir du championnat de Norvège pour la saison 2017-2018[4]